# ゅ
ゅ、ュは、日本語の仮名のひとつで、母音が/u/である開拗音をその前にある仮名に付加する。ゆ、ユを小書きにした文字である。

## 用法
現代の日本語では、一般にい段の音の後にしか来ない。
ただし、外来語を日本語で表記する場合などには、「て」、「で」、「ふ」、「ゔ」の後に来ることがある（例：テューダー朝、プロデューサー、フュージョン、ゲヴュルツトラミネール）。これらは「て」、「で」、「ふ」、「ゔ」の子音に「ゆ」の音を続けた音（/tju/、/dju/、/fyu/、/vyu/）を表す。

## ゅ に関わる諸事項
- ローマ字入力に関するJIS X 4063:2000では、「ゅ」がい段の音の後の来る場合のほかに、「でゅ」（dhu）が必ず実装しなければいけない入力方式として、「てゅ」（thu、t'yu）、「でゅ」（d'yu）、「ふゅ」（fyu、hwyu）が追加で実装したほうがよい入力方式として、それぞれ規定されている（いずれも括弧内がキー入力）。
- キリンビバレッジの清涼飲料水のNUDAは、カナ書きでは「ヌューダ」と表記される（ただし、発音は「ニューダ」である[1]）。